# Fernanda de Oliveira Ribeiro
Fernanda de Oliveira Ribeiro (Alcains, Castelo Branco, 1965) é uma jornalista e apresentadora de televisão portuguesa.

## Biografia
Natural de Alcains, viveu 11 anos em Moçambique. Na época pós-25 de Abril, foi apanhada numa rusga e esteve desaparecida durante 4 horas. Após este incidente, a sua família decide abandonar Morrumbene e instala-se novamente em Alcains, no distrito de Castelo Branco.
Licenciou-se em Comunicação Social, pela Universidade Nova de Lisboa. Iniciou o seu percurso de jornalista na Rádio Comercial em 1988 e trabalhou na revista Sábado e no Correio da Manhã Rádio.
Trabalha na SIC desde a sua fundação, liderada por Emídio Rangel.

## Programas
- Praça Pública (SIC);
- Primeiro Jornal (SIC);
- Último Jornal (SIC)